# 英皇娛樂酒店公司
英皇娛樂酒店有限公司（港交所：296）於2005年1月4日起，從英皇（中國概念）投資有限公司更名而來，母公司是楊受成旗下英皇集團（國際）有限公司。英皇娛樂酒店有限公司為其母公司從事博彩娛樂事業，於澳門營運及發展英皇娛樂酒店（澳門），為賓客提供博彩、娛樂、飲食及零售商貿服務。
英皇娛樂酒店（00296）公布，以9億元，向華大地產（00201）收購澳門氹仔格蘭酒店，總樓面面積20.87萬平方呎，共有262間客房。截至2012年12月底，該酒店營業全年營業額6998萬（澳門元，下同），稅後純利3222萬元，按年上升11.5%。
2022年7月，英皇娛樂酒店公司以4.716億港元向英皇集團（國際）收購香港堅尼地城爹核士街物業。
2024年11月，英皇娛樂酒店公司以2.75億港元向春天投資置業出售堅尼地城爹核士街24至26A號The Unit Davis。

## 董事會董事
- 陸小曼（主席兼非執行董事）
- 黃志輝
- 范敏嫦
- 莫鳳蓮
- 陳嬋玲（獨立非執行董事）
- 陳慧玲（獨立非執行董事）
- 溫彩霞（獨立非執行董事）

## 旗下業務
- 英皇娛樂酒店（澳門）
- 澳門盛世酒店

## 外部連結
- 英皇集團官方網址 （页面存档备份，存于）
- 英皇娛樂酒店公司官方網站 （页面存档备份，存于）